# 237. strelska divizija (ZSSR)
237. strelska divizija (izvirno rusko 237. стрелковая дивизия; kratica 237. SD) je bila strelska divizija Rdeče armade v času druge svetovne vojne.

## Zgodovina
Divizija je bila ustanovljena aprila 1941 v Petrazadovsku in bila uničena septembra istega leta. Ponovno je bila ustanovljena februarja 1942.